# Lleó Esgur
Lleó Esgur fou un governador roma d'Orient casat amb Eudòxia Angelina, filla d'Aleix III Àngel, que va quedar com a dèspota de Tessàlia i el Peloponès el 1204 quan els croats van ocupar Constantinoble. Aviat va perdre els seus territoris del nord (Tessàlia) enfront de Bonifaci I de Montferrat, rei de Tessalònica, després de ser derrotat a les Termòpiles, i es va retirar cap al sud vers on marxaren els senyors llatins Guillem de Champlitte i Godofreu de Villehardouin, que vers el 1206 van entrar a Beòcia i van ocupar Tebes sense lluita. Els grecs es van refugiar a la fortalesa i hi van restar fins al 1209); després van seguir fins a Atenes (a l'Àtica) i l'illa d'Eubea o Negrepont. Una part del Peloponès es va sotmetre al dèspota Miquel I Comnè Ducas del Despotat de l'Epir, i Esgur només dominava el Peloponès oriental i potser el del sud. Envaït el Peloponès per Guillem i Godofred el 1207, la part que s'havia sotmès a Epir fou dominada després de la batalla de l'olivar de Cuntures i va quedar en poder de Guillem i la part sud fou conquerida sense massa problemes per Godofred. Esgur va restar en possessió de la part oriental, amb Argos, Nàuplia i Corint com a principals dominis. Des de llavors Esgur fou tirà (títol polític semblant a dèspota, sense les connotacions actuals) d'Argos i Nàuplia, i assetjat a l'Acrocorint, se suïcidà el 1208.